# تايبي (رواية)
تايبي: لمحة عن الحياة البولينيزية (بالإنجليزية: Typee: A Peep at Polynesian Life)‏ هو أول كتاب للكاتب الأمريكي هرمان ملفيل، نشر أولا في لندن، ثم نيويورك، عام 1846. ويعتبر من كلاسيكيات أدب السفر والمغامرة، ويستند السرد على تجارب الكاتب الفعلية وهو أسير على جزيرة هيفا نوكو ضمن جزر ماركيساس في جنوب المحيط الهادئ عام 1842، ولكنه كتب بتصرف واستعار أشياء من القصة من مواد موجودة في كتب أخرى. أخذ العنوان من اسم وادي هناك يسمى تاي بي فاي. أصبح هذا العمل أشهر أعمال ملفيل خلال حياته، وجعله مشهورا باسم «الرجل الذي عاش بين أكلة لحوم البشر».

## خلفية الرواية

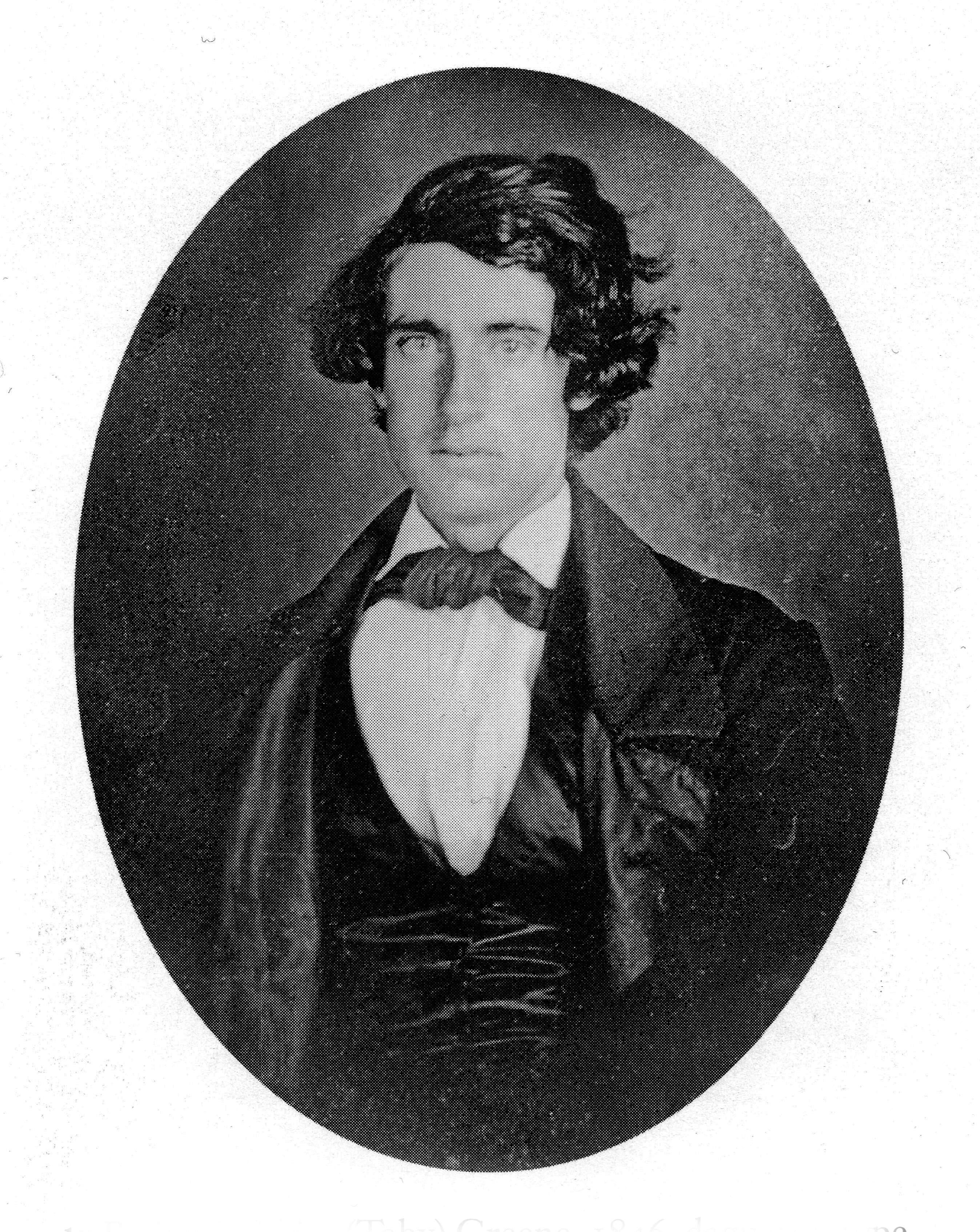
ريتشارد توبياس "توبي" غرين (1846)

تايبي في الواقع ليست عبارة عن «سيرة ذاتية حرفية ولا حتى خيالًا خالصًا». «استمد ملفيل مواده من تجاربه الخاصة وخياله ومن مجموعة متنوعة من كتب السفر وذلك عندما لم تكفيه ذاكرة تجاربه». ابتعد عن ذكره للأحداث الفعلية من خلال عدة طرق، أحيانًا عبر إطالة مدة الحوادث الواقعية واختلاقها في أحيان أخرى، وأحيانًا عن طريق ما يسميه أحد الباحثين «بالأكاذيب الصريحة».
تستمر الإقامة الفعلية في تايبي التي بلغت شهرًا واحدًا أربعة أشهر في السرد، ولم يكن هناك بحيرة في الجزيرة الفعلية التي ربما يكون ملفيل قد ركب قاربًا فيها مع فايوي الجميلة، وربما يكون قد شاهد التلال التي تسلقها بعد فراره من السفينة بالفعل في أحد النقوش. استند بشكل مكثف إلى الروايات المعاصرة لمستكشفي المحيط الهادئ بهدف الإضافة لما قد كان لولا ذلك مجرد قصة مباشرة عن الهرب والقبض والهرب من جديد. اعتبر معظم المراجعين الأمريكيين القصة حقيقية، على الرغم من أن القراء البريطانيين لم يصدقوها.
أثبت زميل ملفيل ريتشارد توبياس «توبي» غرين، العديد من الأحداث الموصوفة بعد عامين من نشر الرواية.

## الاستجابة النقدية
تعرب قصة تايبي عن تعاطفها مع ما يسمى بالسكان الأصليين المتوحشين، بينما تنتقد محاولات المبشرين لتحويلهم إلى أناس حضريين:
قد يكون أمرًا مؤكدًا دون أي خوف من التناقضات، أنه وفي جميع حالات الاعتداء التي ارتكبها البولينيزيون، كان الأوروبيون في وقت ما هم من بدأوا الاعتداء، وأن التصرفات القاسية والتعطش للدماء لدى بعض سكان الجزر، يُعزى أساسًا إلى تأثير مثل هذه الأمثلة. ماذا يريد الهندي صاحب الإحساس العالي الذي وفرت له العناية الإلهية كل مصادر المتعة النقية والطبيعة، التي أزالت عنه الكثير من أمراض الحياة وآلامها، من الحضارة؟ هل سيكون شخصًا أكثر سعادة؟ دع جزيرة هاواي المكتظة بالسكان التي كانت سعيدة في أحد الأيام مع سكانها الأصليين، الذين يعانون اليوم من المرض ويتضورون جوعًا ويموتون يجيبونك على هذا السؤال. قد يسعى المبشرون إلى إخفاء الأمر كما سيفعلون، لكن الحقائق لا تقبل الجدل.
يذكر الراوي أن سكان تايبي أكلوا أحد ساكني الوديان المجاورة، إلا أن السكان الأصليين الذين أسروه طمأنوه أنهم لن يأكلوه.
أطلقت ذا نيكربوكر على تايبي اسم "قطعة من البارون مونخهاوزن". كتب ناشر نيويورك إيفرت أوغستس دوكينك إلى ناثانيل هوثورن "إنه كتاب حيوي ولطيف ولا يمكن اعتباره فلسفيًا" ". نشر تشارلز روبرت أندرسون في عام 1939 عن ملفيل في البحار الجنوبية وأشار إلى أن ملفيل قضى شهرًا واحدًا فقط على الجزيرة (بدلًا من الأشهر الأربعة التي زعمها) وأن ملفيل قد استنبط الكثير من الأفكار من أدب السفر.

## تاريخ النشر
نشر جون موراي تايبي لأول مرة في لندن في 26 فبراير من عام 1846، ثم نشرها في نيويورك وايلي وبوتنام في 17 مارس من عام 1846. تايبي هو كتاب ملفيل الأول الذي جعله واحدًا من أشهر المؤلفين الأمريكيين بين عشية وضحاها.
نُشر نفس الإصدار في لندن ونيويورك في الطبعة الأولى ومع ذلك، أزال ملفيل المراجع النقدية للمبشرين والمسيحية من الطبعة الأمريكية الثانية بناء على طلب ناشره الأمريكي. تضمنت الإضافات اللاحقة «تتمة: قصة توبي» كتبها ملفيل، تشرح ما حدث لتوبي.

## روابط خارجية
- تايبي على موقع الموسوعة البريطانية (الإنجليزية)